# Friedrich Ludwig von Tschirschky und Bögendorf
August Friedrich Ludwig von Tschirschky und Bögendorf (* 27. August 1769 in Neusalz an der Oder; † 2. Oktober 1829 in Herrnhut) war ein königlich-sächsischer Landesbestallter des Markgrafentums Oberlausitz, Gutsbesitzer und Gelehrter.

## Biographie

### Ausbildung und frühe Jahre
Friedrich Ludwig von Tschirschky war ein Sohn des Landschaftsdirektors der Fürstenthümer Jauer und Schweidnitz Friedrich Julius von Tschirschky auf Nieder-Peilau (* 1737; † 1814). Er gehörte zur adligen Familie Tschirschky und Bögendorff. Seine Mutter Henriette Charlotte Elisabeth (* 29. September 1748 in „Kennern“, Holstein; † 29. April 1819 in Gnadenfrei) stammte aus der Familie von Aderkas. Er besuchte zwischen den Jahren 1780 und 1786 die Schulen in Gnadenfrei und Niesky. Im Jahr 1784 war er zusammen mit Schleiermacher im Nieskyer Pädagogium. Seine Erziehung in diesen beiden Städten im Geist der Herrnhuter Brüdergemeine, der schon seine Eltern angehörten, prägte sein gesamtes Leben. In Halle und Leipzig studierte Tschirschky Rechtswissenschaften. Eine ausgedehnte Reise durch Deutschland, die Schweiz und Oberitalien vervollständigte seine Ausbildung. Er entschied sich gegen eine Karriere im Staatsdienst und heiratete 1792 Friederike Theodore Elisabeth von Trotha. Das Paar ließ sich auf dem Gut Wanscha nieder, wo sich Tschirschky der Landwirtschaft, der ständischen Verwaltung und wissenschaftlichen Studien widmete, insbesondere der Philologie.

### Wissenschaftliche und öffentliche Tätigkeit
Ab 1803 war Tschirschky Mitglied der Oberlausitzischen Gesellschaft der Wissenschaften in Görlitz. Für das Neue Lausitzische Magazin verfasste er mehrere Aufsätze, darunter Denkschriften über Wilhelm Heinrich von Lepel (1826) und den sächsischen Kabinettsminister Graf Johann Georg von Einsiedel (1831). Weitere unveröffentlichte Werke umfassen eine Denkschrift über Salomon Geßner und eine Übersetzung von Byrons Korsar.
Nach dem Tod seiner ersten Frau im Jahr 1806 heiratete er Marianne Elisabeth Freiin von Wattewille. Die Napoleonischen Kriege führten zu erheblichen finanziellen Verlusten durch die Zerstörung seiner Besitzungen. Trotzdem übernahm er 1822 das schwierige Amt des Landesbestallten der sächsischen Oberlausitz. In dieser Funktion setzte er sich auf den Landtagen in Dresden, Bautzen, Breslau und Görlitz für das Wohl der gesamten ehemaligen Provinz ein.
Tschirschky verstarb am 2. Oktober 1829 in Herrnhut.